# Агейчик, Сергей Прокофьевич
Сергей Прокофьевич Агейчик (17 июля 1924, д. Любищицы, Ивацевичский район) — шофёр мостостроительного района № 3 Министерства строительства и эксплуатации автомобильных дорог Белорусской ССР, Брестская область, Белорусская ССР. Герой Социалистического Труда (1971).

## Биография
Участник Великой Отечественной войны, где был награждён орденом Красной Звезды.
В 1947-54 шофер строительного управления № 10 в Столбцах, с 1957 шофер мостостроительного района № 3 в Барановичах.
Указом Президиума Верховного Совета СССР от 4 мая 1971 года за успешное выполнение плана по строительству и эксплуатации дорог удостоен звания Героя Социалистического Труда с вручением ордена Ленина и золотой медали «Серп и Молот».
Член Ревизионной комиссии КПБ в 1976-81 годах.